# Yo, Mudd (Star Trek: La serie original)
"Yo, Mudd" es el octavo episodio de la segunda temporada de Star Trek: La serie original que fue transmitido por primera vez el 3 de noviembre de 1967 y repetido el 5 de abril de 1968. Es el episodio número 37 en ser transmitido y el número 41 en ser producido, fue escrito por Stephen Kandel, basado en un relato de Gene Roddenberry y dirigido por Marc Daniels. 
En la versión Bluray publicada el 22 de septiembre de 2009 por la Paramount, ASIN: B002I9Z89Y, el título de este episodio en el audio en español es dado como El planeta de los deseos.
Resumen: El capitán Kirk tiene un segundo encuentro con el estafador Harry Mudd. Harry ahora es el gobernante supremo de un planeta de androides que cumplen cada uno de sus deseos.

## Trama
En la fecha estelar 4513.3, la nave estelar USS Enterprise, bajo el mando del capitán James T. Kirk, es raptada por un androide quien se hace pasar por el Sr. Norman, un tripulante recientemente asignado a la nave. El androide redirige la nave a un planeta desconocido a warp 7. Posteriormente descubren que el planeta está poblado con otros androides construidos para servir a los humanos.
Cuando la tripulación llega al planeta, el capitán Kirk descubre que Harcourt Fenton Mudd, un forajido a quien Kirk ha encontrado en un episodio transmitido previamente, es el aparente líder de los androides. Habiendo escapado de la cárcel, Mudd explica que estrelló su nave espacial (que había robado) en el planeta, y los androides lo recogieron. Relata que son muy agradables, pero que rehúsan dejarlo ir. Durante su estancia en este mundo, Mudd ha hecho producir miles de mujeres androides para que le sirvan (en grupos de 500 unidades idénticas unas con otras), y también una versión androide de su esposa Stella, aunque con la diferencia de que esta versión no lo molesta constantemente, y se calla cuando él se lo ordena.
Los androides le cuentan a Kirk que ellos fueron construidos por una raza proveniente de la Galaxia de Andrómeda, pero que sus creadores fueron destruidos por una supernova y que los robots fueron dejados para que se las arreglaran por sí mismos. El sr. Spock hace algunas averiguaciones y descubre que hay unos 200000 de estos androides, y que ellos parecen ser controlados por un operador central oculto que aún no han podido descubrir.
Mudd ordena a los androides que se teletransporten al Enterprise para traer al resto de la tripulación. Son rodeados y traídos al planeta, el sr. Chekov es mimado por centenares de bellas mujeres androides (quienes son totalmente funcionales en relación con los placeres físicos) y encuentra que después de todo no es tan mala idea. Incluso la teniente Uhura queda impresionada cuando encuentra que puede convertirse en inmortal en este planeta. Mientras tanto, Mudd complota secretamente para escapar apoderándose del ahora abandonado Enterprise, pero es detenido por los androides, quienes harían cualquier cosa por su maestro excepto permitirle que se vaya.
Los androides finalmente revelan su plan. Le cuentan a la tripulación que creen que los humanos son demasiado destructivos y que deberían estar bajo control. Los androides planean dejar su planeta con el Enterprise para expandirse por la galaxia y apoderarse de ella. No solo cuidarán de la humanidad para siempre, sino que serán leales sirvientes que cuidarán y suplirán cada necesidad de sus maestros.
Spock nota que muchos modelos de androides parecen repetirse. Hay muchos modelos Alice, muchos Oscar, etc. pero parece haber sólo un sr. Norman. Spock especula que Norman es el coordinador central, y que la tripulación debería concentrar sus esfuerzos para escapar de él. Logran reclutar a Mudd para realizar su plan de escape. Este simula un ataque y el dr. McCoy lo declara muerto, luego explican a los androides que deben regresar al Enterprise para poder revivirlo. Los androides están a punto de autorizar esto cuando la teniente Uhura les revela que sólo se trata de un ardid para poder escapar. Dice que el motivo de su traición es la promesa de convertirla en inmortal. Todo esto resulta ser un engaño para hacer creer a los androides que éste era el intento de escape que ellos esperaban que ocurriera.
A continuación la tripulación comienza a realizar una serie de actividades tontas, ilógicas y desordenadas en un intento de confundir y sobrecargar al androide Norman. El golpe final llega cuando Mudd y Kirk le plantean a Norman la paradoja del mentiroso, donde Mudd dice que él está mintiendo y Kirk dice que todo lo que dice Mudd es mentira. Norman, producto de esta contradicción lógica, se apaga por un cortocircuito. Sin un líder que los controle, los otros androides se congelan y dejan de funcionar. Esto permite a la tripulación del Enterprise reprogramar a los androides para que regresen a su misión original de convertir el planeta en un lugar habitable para el ser humano. Mudd es oficialmente y por un tiempo indefinido dejado bajo libertad vigilada por la población de androides, lo que a este le parece muy buena idea hasta que se da cuenta, para diversión de Kirk y su tripulación, que el molesto androide de Stella ha sido reprogramado para no responder a su orden de ¡Cállate! sino que además hay al menos 500 copias de ese modelo.

## Escenas cortadas
El episodio tuvo algunas escenas eliminadas, incluyendo una que mostraba a casi dos docenas de extras caracterizados como tripulantes del Enterprise siendo esperados por los androides de Mudd, y otra mostrando el punto de vista de Norman aproximándose al delirio en la medida en que sus circuitos lógicos comenzaban a quemarse hacia el final del episodio.

## Remasterización del aniversario de los 40 años
Este episodio fue remasterizado en el año 2006 y transmitido el 14 de octubre de 2006 como parte de la remasterización de  la serie original. Fue precedido una semana antes por La ciudad al fin de la eternidad y seguido una semana más tarde por Arena. Además del audio y video remasterizado, y todas las animaciones de la USS Enterprise realizadas por CGI que es el estándar de todas las revisiones, los cambios específicos para este episodio son:
- Cuando el sr. Norman levanta su camisa para revelar sus partes de androides interiores, el viejo tablero de circuitos estático y transistores fue reemplazado con un interior mecánico y electrónico modernizado renderizado por CGI, y con una apariencia similar a la anatomía del teniente comandante Data de la serie Star Trek: La nueva generación, con interruptores animados y luces brillantes.
- Al planeta de Mudd se le dio una apariencia CGI mejorada que incluía la adición de un sistema de anillos similares a los de Saturno.